# Branneria carinata
Branneria carinata är en mångfotingart som först beskrevs av Charles Harvey Bollman 1888.  Branneria carinata ingår i släktet Branneria och familjen Branneriidae. Inga underarter finns listade i Catalogue of Life.